# Richard Blonk
Richard Blonk (Rijswijk, 22 december 1985) is een Nederlands voormalig voetballer die als middenvelder speelde.

## Loopbaan
Blonk speelde in de jeugd bij VV Rijswijk en vanaf zijn zevende bij Feyenoord. Hij was aanvoerder van Jong Feyenoord waarmee hij in het seizoen 2003/04 deel nam aan de KNVB beker, waarin de achtste finale werd behaald. In 2007 stapte hij over naar ADO Den Haag waar hij op 19 oktober 2007 zijn competitie debuut maakte tegen Fortuna Sittard. Blonk kreeg echter geen nieuw contract in Den Haag en keerde daarop terug naar de amateurs bij Katwijk waarmee hij anno 2010 in de Topklasse speelt. In 2011 verhuisde hij naar de VV Noordwijk, dat in 2011 naar de Topklasse promoveerde. In het seizoen 2013/14 kwam Blonk uit voor HPSV. Daar vertrok hij na een half jaar en ging medio 2014 voor tweede van HBS spelen.
Blonk speelde twaalf wedstrijden voor het Nederlands voetbalelftal onder 16. en dertien wedstrijden waarbij hij eenmaal scoorde voor het Nederlands voetbalelftal onder 17. Hij maakte deel uit van de selectie op het Europees kampioenschap voetbal onder 17 - 2002. Hij kwam hij eenmaal uit voor het Nederlands voetbalelftal onder 18 en tweemaal voor het Nederlands voetbalelftal onder 19.